# Conteo de gente

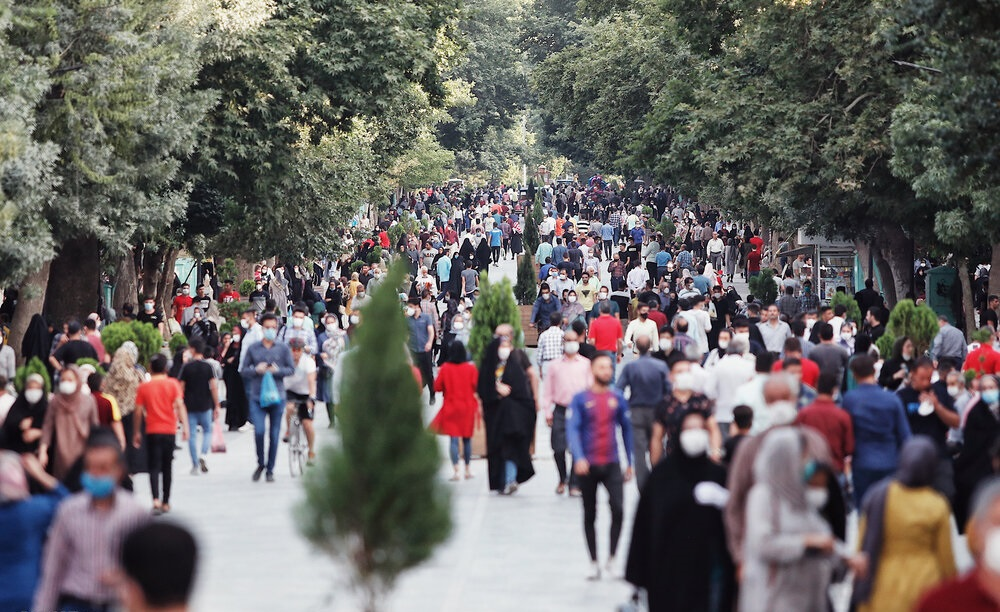
Gente en Irán en 2020

El conteo de gente es todo el conjunto de métodos utilizados para contar el número estimado o exacto de personas que asisten a una manifestación, o que se encuentran en un lugar en específico.
El éxito de una manifestación suele ser considerado mayor cuanta más gente participa, por lo que es importante saber el número estimado.